# Мел Одом
Мел Одом (на английски: Mel Odom) е американски писател на романи в жанра трилър, научна фантастика и фентъзи, романизации на филми и телевизионни сериали, сценарии, както и документални книги за компютърни игри. Пише и под общите псевдоними Дон Пендълтън (на английски: Don Pendleton) и Джеймс Акслър (на английски: James Axler) за отделни поредици романи, както и под псевдонимите Джордан Грей (Jordan Gray) и Алекс Арчър (Alex Archer).

## Биография и творчество
Мелвин Люис Одом е роден на 1957 г. в Калифорния. Най-малкият е от четирима братя. Израства в Лоутън, Оклахома, където се преместват родителите му когато е на по-малко от година. Любовта си към книгите дължи на майка си, която им чете приключенски романи от малки в студени и дъждовни дни. Започва да пише като ученик истории по комиксите, които обича да чете, и оттогава мечтае да бъде писател.
Учи в гимназия „Бинг“ в Оклахома от 1973 г. до май 1976 г. Учи от 1976 до 1980 г. в Източния централен университет в Ада, Оклахома, и завършва с бакалавърска степен по английски език. Жени се в колежа.
Мел Одом публикува първата си книга през януари 1988 г. Той е изключително плодовит автор и оттогава е написал над 140 романа в най-различни жанрове.
За своите романи прави много проучвания за развитието на техниката, включително с професионални военни организации и институти.
От януари 2007 г. е асоцииран професор към Университета на Оклахома, като преподава професионално творческо писане в колежа по журналистика и масова комуникация „Гейлорд“. Изнася лекции и в технологичния център „Мур-Норман“.
Одом е включен в Залата на славата на Оклахома. Член е на Асоциацията на писателите „Media Tie-In“ и на Асоциацията на писателите на научнофантастични романи.
Мел Одом живее в Мур, Оклахома. Има пет деца – четири сина и една дъщеря. Обича да чете и да пътува, като любимите му теми са археологията, историята и митологията. Страда от малък от хиперкинетично разстройство с нарушение на вниманието (ADHD), наследствено заболяване.

## Произведения

### Произведения написани като Мел Одом

#### Самостоятелни романи и романизации на филми
- Lethal Interface (1992)
- Stalker Analog (1993)
- F.R.E.E.Lancers (1995)
- F.R.E.E.Fall (1996)
- Blade (1998)
- Glover (1998)
- Young Hercules (1999)
- Snow Day: A Novelization (2000)
- 102 Dalmatians (2000)
- La Femme Nikita (2000)
- Vertical Limit (2000)
- The Sea of Mist (2001)
- Lara Croft: Tomb Raider: романизация за деца (2001)
- XXX (2002)
- Know It All (2002)
- Shades (2002)
- Hunters of the Dark Sea (2003)
- The Colossus Of Mahrass: A Jaelik Tarlsson Voyage (2010)
- Pond Pals: Walk, Shelby, Walk (2011)
- Sooner Dead (2011)
- The Haunting of Dragon's Cliff (2011)

#### Серия „Полиция на времето“ (Time Police) – съавторство сУорън C. Норууд
1. Trapped! (1988)
2. Stranded! (1989)
3. Refugee (1989)

#### Серия „Слейд Уилсън“ (Slade Wilson)
1. Omega Blue (1993)
2. Omega Score (1994)

#### Серия „Пират“ (Rover)
1. The Rover (2001) – награда „Алекс“ на Американската библиотечна асоциация
2. The Destruction of the Books (2004)
3. Lord of the Libraries (2005)
4. The Quest for the Trilogy (2007)

#### Серия „Апокалипсис“ (Left Behind: Apocalypse)
1. Apocalypse Dawn (2003) – номиниран за наградата „Кристи“
2. Apocalypse Crucible (2004)
3. Apocalypse Burning (2004)
4. Apocalypse Unleashed (2008)

#### Серия „Лигата на Хънтър“ (Hunter's League)
- Hunter's League (2005)
- The Mystery Unravels (2005)
- The Secret Explodes (2005)
- His Legacy Avenged (2006) – съавторство с Дейв Сийли

#### Серия „NCIS“ (NCIS)
1. Paid in Blood (2005)
2. Blood Evidence (2007)
3. Blood Lines (2008)

#### Серия „Лондон – адската порта“ (Hellgate London)
1. Exodus (2007)
Изходът, изд.: ИК „Хермес“, Пловдив (2008), прев. Иван Костадинов Иванов
2. Goetia (2008)
Магическият ръкопис, изд.: ИК „Хермес“, Пловдив (2009), прев. Иван Иванов
3. Covenant (2008)
Споразумението, изд.: ИК „Хермес“, Пловдив (2010), прев. Иван Иванов

романизация на компютърната игра с герой тамплиера Саймън Крос

#### Серия „Издирването на Трилогията“ (Quest for the Trilogy)
1. Boneslicer (2008)
2. Seaspray (2008)
3. Deathwhisper (2009)

#### Серия „Изгубените души“ (Lost Souls) – съавторство сДжордан Вайсман
1. Burning Sky (2010)
2. Dead Lands (2010)

#### Серия „Самоличност“ (Identity Trilogy)
1. Golem (2011)
2. Mimic (2012)

#### Серия „Призовани да служат“ (Called to Serve)
1. Deployed (2012)
2. Renegade (2013)

### Произведения написани под пседонима Дон Пендълтън
Общият псевдоним „Дон Пендълтън“ е използван от редица автори, които продължават и развиват серията от джобни романи на писателя Дон Пендълтън (като име и като идея за темата на романите)

#### Серия „Екзекутор“ (Executioner)
123. War Born (1989)
126. Death Wind (1989)
131. Ice Wolf (1989)
135. Devil Force (1990)
140. Wild Card (1990)
147. Payback Game (1991)
154. Night Hit (1991)
трилогия „Storm” /обособена част от серията/
160. Storm Warning: Storm Trilogy 1 (1992)
161. Eye of the Storm: Storm Trilogy 2 (1992)
172. Fast Strike (1993)
182. Lethal Agent (1994)
188. War Paint (1994)
194. Deadly Contest (1995)
трилогия „Arms” /обособена част от серията/
196. Triburst: Arms Trilogy 2 (1995)
197. Armed Force: Arms Trilogy 3 (1995)
213. Blood Harvest (1996)
238. Crimson Tide (1998)
трилогия „Moon Shadow” /обособена част от серията/
296. Nuclear Game: Moon Shadow Trilogy I (2003)
297. Deadly Pursuit: Moon Shadow Trilogy II (2003)
298. Final Play: Moon Shadow Trilogy III (2003)
от серията трилъри започната през 1969 г. от писателя Дон Пендълтън има общо 417 романа /~до 2013 г./ от различни автори (20 от тях на Мел Одом)

#### Серия „Мак Болан“ (Mack Bolan)
21. Siege (1990)
23. Evil Kingdom (1991)
32. Battle Force: Freedom Trilogy: Book III (1993)
37. Inferno: The Terror Trilogy, Book 3 (1994)
40. Killpoint (1995)
48. Dead Center (1996)
от серията трилъри започната през 1986 г. от писателя Алън Бомак има общо 159 романа /~до 2013 г./ от различни автори (6 от тях на Мел Одом)

#### Серия „Стоуни Ман“ (Stony Man)
2. Stony Man II (1991)
3. Stony Man III (1991)
5. Stony Man V (1992)
10. Secret Arsenal (1994)
20. Terms of Survival (1995)
30. Virtual Peril (1997)
32. Law of Last Resort (1997)
от серията трилъри започната през 1983 г. от писателя Дон Пендълтън има общо 125 романа /~до 2013 г./ от различни автори (7 от тях на Мел Одом)

### Произведения написани под пседонима Джеймс Акслър
Псевдонимът „Джеймс Акслър” е общ и е използван от редица автори, които продължават и развиват сериите от романи

#### Серия „Земя на смъртта“ (Deathlands)
35. Bitter Fruit (1996)
38. The Mars Arena (1997)
42. Way of the Wolf (1998)
45. Starfall (1999)
от серията научнофантастични трилъри започната през 1986 г. от писателя Лорънс Джеймс има общо 111 романа /~до 2013 г./ от различни автори (4 от тях на Мел Одом)

#### Серия „Чужденци“ (Outlanders)
9. Night Eternal: The Lost Earth Saga Book 2 (1998)
12. Wreath of Fire (2000)
18. Sargasso Plunder (2001)
20. Prodigal Chalice (2002)
от серията научнофантастични трилъри започната през 1997 г. от писателя Марк Елис има общо 67 романа /~до 2013 г./ от различни автори (4 от тях на Мел Одом)

### Участие в отделни съвместни серии романи с други писатели

#### Серия „Бягаща сянка“ (Shadowrun)
21. Preying for Keeps (1996)
27. Headhunters (1997)
35. Run Hard, Die Fast (1998)
от фантастичната серия трилъри започната през 1989 г. има общо 50 романа от различни автори

#### Серия „Сабрина, младата вещица“ (Sabrina, the Teenage Witch)
15. Harvest Moon (1998)
18. I'll Zap Manhattan (1998) – съавторство с Нел Сковъл
31. Mummy Dearest (2000)
35. Pirate Pandemonium (2001)
40. Dream Boat (2001)
41. Tiger Tale (2002)
46. Off to See the Wizard (2002)
- Sabrina Goes to Rome (1998)

от фантастичната серия трилъри започната през 1997 г. има общо 65 романа от различни автори

#### Серия „Изгубените империи“ (Forgotten Realms: Lost Empires)
1. The Lost Library of Cormanthyr (1998)
от фантастичната серия има общо 4 романа от различни автори

#### Серия „Тайния свят на Алекс Мак“ (Secret World of Alex Mack)
25. In Hot Pursuit! (1998)
от фантастичната серия има общо 34 романа от различни автори

#### Общи тематични серии за „Бъфи, убийцата на вампири“ (Buffy the Vampire Slayer)
към основната серия за героинята има още 9 допълнителни серии

##### Серия „Бъфи, убийцата на вампири“ (Buffy the Vampire Slayer) – младежка серия
10. Unnatural Selection (1999)
25. Crossings (2002)
от фантастичната хорор серия за младежи има общо 26 романа от различни автори от 1992 г. до 2002 г.

##### Серия „Бъфи, убийцата на вампири“ (Buffy the Vampire Slayer) – за възрастни
12. Revenant (2001)
от фантастичната хорор серия за възрастни има общо 24 романа от различни автори от 1998 г. до 2002 г.

##### Серия „Бъфи, убийцата на вампири и Ейнджъл“ (Buffy the Vampire Slayer and Angel)
- Cursed (2003)

от фантастичната хорор серия за възрастни има общо 10 романа от различни автори от 2000 г. до 2004 г.

##### Серия „Бъфи, убийцата на вампири: Приказки за убийцата“ (Buffy the Vampire Slayer: Tales of the Slayer)
3. Tales of the Slayer, том.3 (2003) – сборник с участието на Кристофър Голдън, Нанси Холдър, Джеймс A. Мур, Ивон Наваро
от фантастичната историческа хорор серия за убийците на вампири има общо 3 сборника с истории от различни автори от 2001 г. до 2003 г.

#### Общи и индивидуални серии под наименованието „Забравена област“ (Forgotten Realms)
към първоначалната серия има още общо 64 допълнителни серии от отделни автори или серии от различни автори

##### Серия „Заплаха от морето“ (Forgotten Realms: Threat from the Sea)
1. Rising Tide (1999)
2. Under Fallen Stars (1999)
3. Sea Devil's Eye (2000)

##### Серия „Градове“ (Forgotten Realms: Cities)
- The Jewel of Turmish (2002)

от фантастичната серия има общо 4 романа от различни автори

##### Серия „Дивите“ (Forgotten Realms: The Wilds)
- Wrath of the Blue Lady (2009)

от фантастичната серия има общо 4 романа от различни автори

#### Серия „Пътуването на Алън Стрейндж“ (Journey of Allen Strange)
4. Legacy (1999)
от фантастичната серия има общо 8 романа от различни автори

#### Серия „Механични войни“ (BattleTech: MechWarrior) – в съавторство сБлейн Лий Пардю
2. Roar of Honor (1999)
3. By Blood Betrayed (1999)
романите от сборниците серии „Битки на техниката“ (общо 4 серии с 94 тома) са романизации на популярната компютърна игра „BattleTech“ и нейните части и издания
от серията „MechWarrior“ има общо 7 романа от различни автори

#### Серия „Ангел“ (Angel)
3. Redemption (2000)
9. Bruja (2001)
12. Image (2002)
от фантастичната хорор серия има общо 32 романа и над 6 комикса от различни автори от 1999 г. до 2011 г.

#### Серия „Откривателите на Нет Форс“ (Net Force Explorers) – в съавторство сТом Кланси
8. Shadow of Honor (2000)
11. Gameprey (2000)
14. High Wire (2001)
от серията трилъри има общо 19 романа от 1998 г. до 2003 г. от Том Кланси в съавторство с други писатели (серията е допълнителна към серията „Net Force“)

#### Серия „Диабло“ (Diablo)
2. The Black Road (2001)
Черният път, изд.: ИК „Хермес“, Пловдив (2003, 2006), прев. Валентинов Тушков
от фантастичната хорор серия има общо 5 романа от 2000 г. до 2005 г. от Ричард Нек, Мел Одом и Робърт Маркс

#### Серия „Безследно изчезнали“ (Without A Trace)
2. Personal Foul (2007)
от серията трилъри има общо 2 романа (първия от Кристин Катрин Ръш)

### Други произведения на Мел Одом

#### Разкази
- Predator's Moon (1994)
- The Colossus of Mahrass (2001)
- The Spider: Extreme Prejudice (2013) – сборник включващ и разкази на Одом

#### Документалистика
- Legacy of Kain – Soul Reaver: Unauthorized Games Secrets (1999)
- Xena: Warrior Princess: Prima's Official Strategy Guide (1999)